# Cal Paco
Cal Paco és una obra de les Borges Blanques (Garrigues) inclosa a l'Inventari del Patrimoni Arquitectònic de Catalunya.

## Descripció
Edifici de gust arquitectònic clarament classicista, usat com a propaganda del poder econòmic i la posició social elevada dels seus propietaris. És un gran casal que a més d'habitatge familiar, comprenia magatzems, molins d'oli i altres estances dedicades a l'ús agrícola i empresarial.
L'habitació pròpiament dita és un espai quadrat, flanquejat per dues torres a la façana principal. Disposa de planta baixa i pis, existint un segon forjat a les torres. Formalment la planta baixa és tot un sòcol de pedra amb caneló, que deixa veure una simetria de forats remarcant-se la portada, a banda i banda, per dues pilastres estriades sobre sòcol, purament ornamentals. Es respecta la simetita al primer pis, i hi apareixen elements tant clàssics com els frontons i les mènsules, en forma de fulla d'acant. Grans balustres de pedra tornejada complementen la decoració. Al pis superior de les torres, hi ha amplis finestrals semicirculars sobre un sòcol motllurat.

## Història
Se sap que durant la guerra civil (1936- 1939) la caserna general estava instal·lada a cal Paco i els soldats s'allotjaven als magatzems, pallisses i molins d'oli.